# Villemorien
Villemorien és un municipi francès situat al departament de l'Aube i a la regió del Gran Est. L'any 2007 tenia 191 habitants.

## Demografia

### Població
El 2007 la població de fet de Villemorien era de 191 persones. Hi havia 60 famílies de les quals 16 eren unipersonals (8 homes vivint sols i 8 dones vivint soles), 12 parelles sense fills i 32 parelles amb fills.
La població ha evolucionat segons el següent gràfic:
Habitants censats

### Habitatges
El 2007 hi havia 81 habitatges, 69 eren l'habitatge principal de la família, 5 eren segones residències i 7 estaven desocupats. Tots els 81 habitatges eren cases. Dels 69 habitatges principals, 57 estaven ocupats pels seus propietaris, 10 estaven llogats i ocupats pels llogaters i 2 estaven cedits a títol gratuït; 1 tenia dues cambres, 13 en tenien tres, 20 en tenien quatre i 34 en tenien cinc o més. 65 habitatges disposaven pel capbaix d'una plaça de pàrquing. A 26 habitatges hi havia un automòbil i a 37 n'hi havia dos o més.

### Piràmide de població
La piràmide de població per edats i sexe el 2009 era:
| Homes | Edats   | Dones |
| ----- | ------- | ----- |
| 0     | 95 o +  | 0     |
| 0     | 90 a 94 | 0     |
| 0     | 85 a 89 | 0     |
| 4     | 80 a 84 | 4     |
| 4     | 75 a 79 | 4     |
| 0     | 70 a 74 | 4     |
| 8     | 65 a 69 | 0     |
| 4     | 60 a 64 | 0     |
| 0     | 55 a 59 | 4     |
| 0     | 50 a 54 | 8     |
| 8     | 45 a 49 | 4     |
| 8     | 40 a 44 | 4     |
| 8     | 35 a 39 | 12    |
| 4     | 30 a 34 | 4     |
| 8     | 25 a 29 | 8     |
| 16    | 20 a 24 | 8     |
| 0     | 15 a 19 | 0     |
| 8     | 10 a 14 | 0     |
| 0     | 5 a 9   | 0     |
| 4     | 0 a 4   | 4     |

## Economia
El 2007 la població en edat de treballar era de 129 persones, 92 eren actives i 37 eren inactives. De les 92 persones actives 86 estaven ocupades (48 homes i 38 dones) i 6 estaven aturades (3 homes i 3 dones). De les 37 persones inactives 8 estaven jubilades, 13 estaven estudiant i 16 estaven classificades com a «altres inactius».

### Ingressos
El 2009 a Villemorien hi havia 78 unitats fiscals que integraven 218 persones, la mediana anual d'ingressos fiscals per persona era de 19.478 €.

### Activitats econòmiques
Dels 4 establiments que hi havia el 2007, 1 era d'una empresa extractiva, 2 d'empreses de construcció i 1 d'una empresa classificada com a «altres activitats de serveis».
Dels 2 establiments de servei als particulars que hi havia el 2009, 1 era una fusteria i 1 lampisteria.
L'any 2000 a Villemorien hi havia 8 explotacions agrícoles.

## Poblacions més properes
El següent diagrama mostra les poblacions més properes.